# Encarnación, San Luis Potosí
Encarnación är en ort i Mexiko.   Den ligger i kommunen Matlapa och delstaten San Luis Potosí, i den sydöstra delen av landet, 210 km norr om huvudstaden Mexico City. Encarnación ligger 160 meter över havet och antalet invånare är 122.
Terrängen runt Encarnación är varierad. Runt Encarnación är det ganska tätbefolkat, med 67 invånare per kvadratkilometer. Närmaste större samhälle är Tamazunchale, 8,0 km söder om Encarnación. I omgivningarna runt Encarnación växer huvudsakligen savannskog.